# Hydrocotyle pinnatifida
Hydrocotyle pinnatifida är en växtart i släktet Hydrocotyle och familjen araliaväxter.
Arten beskrevs av Kurt Sprengel 1815, men dess status som giltig art är oklar och ingen data finns om dess utbredning.